# Maurice Caveing
Maurice Caveing (Lyon, 1923-6 de septiembre de 2019) fue un historiador de las matemáticas francés, especialista en la matemática antigua, de Mesopotamia y Egipto a Grecia. 

## Trayectoria
Este historiador de las matemáticas, que trabajó cuando estaba en activo en Lille (Francia), leyó una gigantesca tesis, La constitution du type mathématique de l'idéalité dans la pensée grecque (1982), de cuya primera parte, sobre sus antecedentes en las civilizaciones colindantes, Caveing sacaría luego un extenso estudio: Essai sur le savoir mathématique dans la Mésopotamie et l'Égypte anciennes. 
Hizo además la introducción general a los Elementos de Euclides, preparada en París por P.U.F.
El problema que abordó en ese largo trabajo tiene una larga tradición en Francia. Tanto Léon Robin (en La pensée grecque et les origines de l'esprit scientifique, de 1923) como Abel Rey (en La science orientale chez les grecs, de 1928) no disponían de demasiadas fuentes babilónicas. La masa de tabletas, descifradas entre 1930-1940 y, desde luego, después de 1945 es inmensa. 
Con esos materiales, se hicieron trabajos neuvos por parte de François Thureau-Dangin y de Otto Neugebauer; éstos han sido básicos para el desarrollo que Caveing hizo en el campo más antiguo: el de la base babilónica y egipcia sobre la que se construyó el edificio griego. Por otra parte, Caveing no ha descuidado el contexto social y cultural, de modo que si él se apoya en el positivismo de lo que ofrecen las tabletas (así en Essai sur le savoir mathématique), asimismo toma en consideración, en otros escritos, la forma ideal ("humana"), en la que tal saber positivo se creó. "Las matemáticas, una vez desembarazadas de sus puntos de apoyo metafísicos, gracias a una mentalidad racional, critica y sobre todo no ingenuamente empirista, se convierten en matemáticas 'humanistas', es decir, aparecen ante todo como la expresión de una unidad individible entre el humanismo y el universalismo omnicultural".

## Obras

### Libros
- La constitution du type mathématique de l'idéalité dans la pensée grecque, Lille, Atelier National de Reprod. des thèses, 1982.
- Zénon d’Elée. Prolégomènes aux doctrines du continu. Étude historique et critique des Fragments et Témoignages, París, Vrin, 1982.
- Le matin des mathématiciens, París, Belin, 1985.
- Essai sur le savoir mathématique dans la Mésopotamie et l'Égypte anciennes, Lille, Presses Universitaires de Lille, 1994, ISBN 2-85939-415-X.
- La Figure et le nombre. Recherches sur les premières mathématiques des Grecs, Lille, Presses universitaires du Septentrion, 1997.
- L’Irrationalité dans les mathématiques grecques jusqu’à Euclide, Lille, Presses universitaires du Septentrion, 1998.
- Le problème des objets dans la pensée mathématique, París, Vrin, 2004.

### Artículos
- Con Jacques Monod, François Halbwachs, Jacques Roger y otros, Épistémologie et marxisme, París, Union générale d'éditions, 1972.
- «Les numérotations dans l’histoire», Revue la Recherche, mayo, n° 67, 1976, pp. 488-491.
- «Sur la constitution des mathématiques en sciences théoriques», Bulletin de la société française de philosophie, abril-junio 1979 (sesión del 27-1-1979).
- «Le traitement du continu dans Euclide et dans Aristote», en Penser les mathématiques, ed. por el Séminaire de philosophie et mathématiques de l’ENS (J. Dieudonné, M. Loi y R. Thom), París, Seuil, 1982.
- «L’originalité radicale des Grecs en mathématiques tient-elle du miracle?», en Le miracle grec: Actes du IIème colloque sur la pensée antique, 18-19-20 de mayo de 1989, Niza, 1989.
- «Quelques précautions dans l’emploi de l’idée de nombre», L’Homme, 116, oct.-dic., 1990.
- «L'Histoire des mathématiques de l’Antiquité», Revue de Synthèse, 4 S. n° 4, oct.-dic., 1998, p. 485-510.